# Kadokawa Taiwán
Kadokawa Taiwán Corporation (台湾角川?   en chino: 台灣角川股份有限公司)  en español: Corporación Kadokawa Taiwán conocido como el ángulo de Taiwán, es la editorial japonesa y primer subsidiaria extranjera de Kadokawa Group ubicada en Taiwán.

## Historia
- El 22 de abril de 1999: las compañías japonesas Kadokawa Shoten, Sumitomo Corporation, Banco DKB (Mizuho Bank) y la empresa taiwanesa Choice Development, Inc. iniciaron un proceso de planificación conjunto para establecer a Kadokawa Shoten Internacional Taiwán Co., Ltd. (Kadokawa Media (Taiwán) Co, Ltd.).
- En septiembre de 1999: la empresa fundó su primera revista, titulada Taipei Walker (Personas caminando en Taipéi).
- En el año 2000: Abrió su página web oficial (Kadokawa Taiwán) y comenzó la publicación de novelas.
- En el año 2001: Inició la publicación de cómics.
- En el año 2002: El negocio se diversificó a publicaciones de otras series, producción de catálogos de promoción para distintos productos y publicaciones gubernamentales de turismo.
- En el año 2003: Liberó su primera serie de novelas ligeras titulada Record of Lodoss War.
- Del 31 de julio al 16 de agosto del año 2009: una actividad denominada "el décimo aniversario de personajes originales",[8] por el ilustrador japonés-tailandés, Yasu,[9][10] en donde diseño personajes bishōjo.
- Del 30 al 31 de julio de 2011: La decimoctava edición del Festival Pionero de animación.[11][12]
- El 22 de agosto de 2013: La firma cambió de Kadokawa Taiwan Co., Ltd. a Corporación Kadokawa Taiwán.[1]
- En 2014: Se celebró el Festival Internacional de Animación en Taipéi, en el que Kadokawa anunció un sistema de animación múltiple junto con un proxy y un CHT MOD.[13]

## Productos
Familia Walker en Taiwán publica revistas del Kadokawa Group sobre novelas ligeras y cómics. Además el distribuidor de libros en Hong Kong y Macao es Kadokawa Hong Kong Limited.

### Revista
| Nombre de la revista        | Fecha de publicación    | Fecha de lanzamiento                                                      | Valor por copia | Observación                          |
| --------------------------- | ----------------------- | ------------------------------------------------------------------------- | --------------- | ------------------------------------ |
| Taipei Walker (台北走路人?) | septiembre de 1999      | Un mes                                                                    | NT$128          |                                      |
| Hipper                      | mayo de 2004            | Cada dos meses a la venta, a partir de marzo de 2005 cada mes a la venta. | NT$88           | Ha sido descontinuado temporalmente. |
| Gundam Ace                  | febrero de 2002         | Un mes                                                                    | NT$             | Descontinuado en diciembre de 2008.  |
| Harachikara FORCE           | 20 de diciembre de 2012 | Todos los viernes                                                         | Gratis          | Revista en línea                     |

### Cómics

#### Series para público masculino
Kadokawa Taiwán publica versiones chinas de cómics, orientado a los jóvenes en la revista, Shōnen Ace.

#### Series para público femenino
Kadokawa Taiwán publica versiones chinas de cómics, orientado a las jóvenes en la revista, Gekkan Asuka.

#### Cómics de la serie BLOOM
Es una temática nueva de Kadokawa en donde se publican series de "categoría especial", que incluyen a mujeres BL.

### Novelas ligeras
Kadokawa Taiwán es la editorial de la "Biblioteca" (Kadokawa Sneaker Bunko) de novelas ligeras japonesas de Kadokawa Group, junto con Kadokawa Beans, Fujimi Fantasia Bunko, Fujimi Misterio Bunko, Famitsu Bunko, MF Bunko J, Media Factory.

#### Novelas fantásticas
Contenido orientado a los hombres que gustan de temáticas de fantasía.

#### Serie Rubí
Contenido orientado a las mujeres que gustan de una naturaleza de ficción y BL.

#### Novelas Midori
Contenido de un tipo específico a preferencia de los/las lectores/as.

#### Novelas de la serie BLOOM
Libros con proxy y enlistados en una clasificación especial.

### Libros
Novelas Fantásticas DX
Novelas chinas.
Consulta de publicaciones
Introducción a la serie de libros basados en novelas de otros países y novelas japonesas de Kadokawa, y editores de las obras o novelas locales originales.
Libro ligero
Conocido como "Las novelas ligeras y la literatura a través de las barreras", es una introducción a la Media Works Bunko en Japón, a la Kadokawa Bunko y otras obras.
Wing Books
Es una introducción a la serie de obras japonesas de la Wing Kadokawa Bunko, el contenido en su mayoría es texto, y está destino al público infantil y juvenil.
Mundo Mágico
Fantasía y ficción de ultramar, no japonesa.

### Películas
Se llevó a cabo un "Festival de Cine de Kadokawa", como una introducción a las películas de Kadokawa, como "Sengoku Self-Defense Forces 1549".

## Eventos
Las novelas ligeras de novatos de Kadokawa Taiwán, celebró las novelas chinas originales para una convocatoria mundial de ponencias en China. Anteriormente conocida como "Gran premio de novelas ligeras de Kadokawa en China".